# THE EYE OF JUDGMENT
『THE EYE OF JUDGMENT』（日本語タイトル：アイ・オブ・ジャッジメント）は、ソニー・コンピュータエンタテインメントが発売したPlayStation 3（PS3）用ゲームソフト。略称はEOJ。

## 概要
テレビゲームと対戦型のトレーディングカードゲームを融合させたゲームで、2007年10月25日に第1弾となる『THE EYE OF JUDGMENT BIOLITH REBELLION 〜機神の叛乱〜SET.1』が発売された。ゲームで使用できるトレーディングカードは日本ではSET.2まではタカラトミー、SET.3はアッパーデックより発売されている。オンライン対戦にも対応しており、世界中のプレイヤーともプレイが可能。またイベント、ゲーム雑誌等でのカード配布も行われている。
しかし、PS3のカードはSET1は現在（2009年8月2日）で販売店舗が殆ど無く、メーカー自体も絶版でまず手に入らない。欲しくば通販しか無いと思われる。SET2も現在はほぼ絶版。SET3はネット販売がされている模様。
ゲームデザインは『マジック:ザ・ギャザリング』、『デュエル・マスターズ』などのカードゲームを製作したウィザーズ・オブ・ザ・コーストが行った。
拡張現実を本格的に取り入れたゲームであり、使用するカードには「サイバーコード」と呼ばれる2次元バーコードが印刷されており、バトルフィールドとなるプレイマットの上にPS3と接続した「PLAYSTATION Eye」（カメラ）を設置することでテレビ画面に映ったカードの実写映像上にPS3が描写する3Dキャラクターが出現する。
実際のトレーディングカードとテレビゲームを組み合わせたタイプのゲームはアーケードゲームではポピュラーであるが、家庭用ゲーム機を主体にしたタイトルは本作が初めてとなる。
なお当初2008年中に予定されていたコンプリートディスクは、同年12月19日に発売中止が発表された。また、オンライン対戦サービスも2010年9月30日をもって終了した。
2010年3月4日にはSCEより、続編となるPlayStation Portable用ソフト『THE EYE OF JUDGMENT 神託のウィザード』が発売された。『BIOLITH REBELLION 〜機神の叛乱〜』と異なり、本物のカードではなくゲーム中で入手するデジタルデータのカードで戦う。

## 音楽
- 主題歌：STONE SOUR Reborn/Cardiff
- BGM：井上日徳（Dogschool）

## BIOLITH REBELLION 〜機神の叛乱〜
それぞれのSET.には約100種類のカードが収録され、SET.3までの拡張パックがPlaystation Storeにて配信されており（後述）、SET.2、SET.3用のカードは、それぞれの拡張パックをダウンロード購入してインストールすることで、それ以前のカードに混ぜて使用可能となる。SET.3の発売後は、全データを収録済みのパッケージソフト「コンプリートディスク」を発売の予定だったが、諸般の事情により中止された。
なおサブタイトルである「BIOLITH REBELLION 〜機神の叛乱〜」が付いているのは日本版のみで、他の国では「THE EYE OF JUDGMENT」が商品名である。

### SET.1
ゲームソフト
ゲームディスク、PLAYSTATION Eye、カメラスタンド、プレイマット、スターターデッキ（カード30枚入り）、操作カード4枚、ブースターパック1袋（ランダムでカード8枚入り）を同梱した基本セット。ゲームプレイ自体はこの商品のみで可能。
ブースターパック
ランダムでカードが8枚収録。
テーマデッキ
テーマに沿って既にデッキとして構築済みのカード30枚と、操作カード4枚、デッキの説明やショートシナリオを収録したパンフレットを同梱したセット。このデッキに1枚ずつ含まれた限定ウルトラレアカードはブースターパックには含まれない。
- 啓示の勇者
- 自由傭兵団
- 剣奴の蜂起
- 森の北征軍
- 大猖獗

### SET.2
ゲームソフト
SET.1を所有しているユーザーが、PlayStation StoreでSET.2のライセンスを追加購入する形式のダウンロード販売となっている。SET.2で追加されたカードを実際に使用するためにはSET.2のブースターパックかテーマデッキを購入しておく必要がある。
ブースターパック
ランダムでカードが8枚収録。
テーマデッキ
テーマに沿って既にデッキとして構築済みのカード30枚と、操作カード4枚、デッキの説明やショートシナリオを収録したパンフレットを同梱したセット。このデッキに1枚ずつ含まれた限定ウルトラレアカードはブースターパックには含まれない。
- 火皇の激怒
- 水の征服
- 大地の贖罪
- 解き放たれた森
- 機神の創造者

### SET.3
ゲームソフト
SET.2と同様、ライセンスのダウンロード販売となっている。SET.3で追加されたカードを実際に使用するためにはSET.3のブースターパックを購入しておく必要がある。
ブースターパック
ランダムでカードが8枚収録。

## 神託のウィザード
『THE EYE OF JUDGMENT 神託のウィザード』（日本語タイトル：アイ・オブ・ジャッジメント しんたくのウィザード）とは、ソニー・コンピュータエンタテインメントが2010年3月4日に発売したPlayStation Portable（PSP）用ゲームソフトである。PS3版ではカードリーダーを用いて実際のカードを読み込ませ使用するが、こちらはゲーム内でカードを収集していき、自らのデッキを構築していく。登場カードはクリーチャーカード274枚、スペルカード68枚の、計342枚。
全20チャプターからなるストーリーモードが実装され、1人用プレイの充実が図られている。このストーリーモードやフリープレイ等を行う事で結果に応じたカードを取得できる他、同時にゲーム内で使用できる通貨も獲得でき、ゲーム内のカードショップでカードを購入する事も出来る。

## ゲームルール
このゲームは3×3の9のフィールドで構成されるボード上で進行する。
各プレイヤーは前準備として、クリーチャーカードとスペルカードを組み合わせて30枚のデッキを構築し、デッキデータを登録（複数登録可能）する必要がある。デッキの登録は、デッキに組み込むカードをPLAYSTATION eyeに読み込ませる事で行う。カード登録時に一度に読み込む枚数は4枚までであり、5枚以上並べても、5枚目以降は認識せず、先に登録されたカードを取り除く毎に、取り除いた枚数分だけ追加認識する。
1デッキ内に同一名称のカードを複数枚登録する事も可能であるが、カード№が同一の物は、1デッキに3枚までしか組み込む事が出来ない。また、クリーチャーの種族や名前、スペルカードの種類などによっては、デッキに組み込める枚数に制限が設けられている場合があり、それを越える枚数を組み込む事も出来ない。尚、複数枚登録の際は、使用する枚数分のカードを同時に読み込ませて枚数を認識させる必要がある為、一枚のカードを複数回読み込ませて複数枚登録に見せかける不正行為は出来ない。
ゲーム開始前に両プレイヤーとも山札からカードを5枚引き（ドローカード）、最初の手札とする。手札に不服がある場合には一度だけ手札の引きなおしが出来る（マリガン）。
対戦はターン制となっており、各ターンは、ターン開始・アクションフェイズ1・アクションフェイズ2・ターン終了の流れで進む。各プレイヤーは、自ターンのアクションフェイズ2でクリーチャーの新規召喚を行う事でフィールドを占領し、ターン終了時にフィールドを5つ占領していたターンの勝利となる。
ターン終了時にどちらかのプレイヤーがフィールドを4つ占領している場合はチェックがコールされる。その為、チェックされた側は、コール直後の自ターン内で相手クリーチャーを倒せないと敗北がほぼ確定するが、先述の通り、あくまでも、ターン終了時にフィールドを5つ占有していた時点で勝利である為、その後の相手ターンで新規召喚が為されなかった場合はそのままゲームが継続し、相手が5体目を召喚する前に相手クリーチャーを一体以上倒す事が出来れば、問題なくチェック解除となる。

### ターン開始
ターンプレイヤーはターン開始時に山札からカードを1枚引く。この時、山札にカードが残っていなかった場合はそのプレイヤーの敗北となる。尚、先攻のプレイヤーは、最初の自ターンのみドローカード出来ない。
ネットワーク対戦では、カードの任意選別による不正防止の為、登録されたデッキデータから利用するデッキを予め選択しておき、ドローされるカードは全て、選択されたデッキデータからゲーム側で自動選別する方式となっている。つまり、プレイヤーが山札からカードを引く事は出来ず、自動選別されたカードを山札から選び出す事になり、デッキデータを登録する必要があるのはその為である。但し、手札のカードを墓地へ捨てなければならない場合（ディスカード）と、墓地から山札又は手札へカードを戻す必要がある場合は、任意でカード選択可能である。
プレイヤーはカードを引いた後にマナを2点獲得する。マナとは、プレイヤーが各行動を行う際に消費されるポイントの事であり、スペル使用、クリーチャーの再行動、召喚或いは入替召喚により使用される。また、クリーチャーやスペルによって使用されるマナ数は異なり、行動する時点でマナが必要数に達していない場合は、その行動を行う事は出来ない。勿論、マナを消費せずに使用できるカードも存在する。また、ターン開始時のマナ獲得と別に、スペル効果、召喚済クリーチャーのカード効果や、クリーチャー死亡による増減もある。手持ちのマナが0になってもそれだけで敗北する事はないが、行動する事も出来なくなる為、マナ数も考慮した戦略を立てることも重要となる。

### アクションフェイズ1
このフェイズではプレイヤーは次の3つの行動を取れる。これらは条件を満たす限り何度でも順不同で実行可能。
- スペルカードの使用
- 既に場に召喚しているクリーチャーの再行動
  - プレイヤーは再行動として、「カードの方向転換」と「再攻撃」を、1ターンにつき、1クリーチャー毎にそれぞれ1回ずつ行うことができる。但し方向転換と再攻撃を同時に行う事は出来ず、方向転換或いは再攻撃を行う毎に、規定のマナ数を消費する。
  - 再行動としての「カードの方向転換」は90度のみ可能で、いきなり180度の方向転換はできない。
  - 「再攻撃」の効果は召喚時の攻撃と同様であり、攻撃対象の敵クリーチャーも同様に反撃動作を行う。
- カード効果によるクリーチャー召喚
  - 条件を満たしていれば、召喚されているクリーチャーと入れ替える形で別のクリーチャーを召喚することが出来る。また、それによる召喚ではターン終了にはならないが、入替召喚されたクリーチャーは、そのターンでの再行動及び召喚時の攻撃を行う事は出来ない。

### アクションフェイズ2
このフェイズではプレイヤーは次の行動を取れる。
- 新しいクリーチャー1体をフィールドに通常召喚
  - 条件を満たしている場合、手札からクリーチャーを場に召喚する事が出来る。クリーチャーカードには向きがあり、カードの上を向けた方向がクリーチャーが正面を向く方向となる。また、通常召喚できるのは1ターンにつき1体だけであり、召喚できる場所も、既にクリーチャーが召喚されているフィールドに隣接するフィールドと決まっている（場に自分のクリーチャーがいない場合は任意のフィールドに召喚できる）。
  - クリーチャー召喚の条件として「召喚制限」と呼ばれる物が存在する。これは、場に4体以上のクリーチャーがいないと召喚できない、という物であり、ターン終了時に場に召喚されているクリーチャーが4体だった時点で「アンロック」がコールされ召喚可能となり、そこから再度3体以下になった場合は再び制限がかかる。
  - 召喚の際に規定の攻撃範囲に敵クリーチャーが存在する場合、召喚されたクリーチャーは必ず攻撃動作を行う。その際、攻撃したクリーチャーがその対象となったクリーチャーの攻撃範囲内に位置していた場合、攻撃された側のクリーチャーは規定の反撃動作を行う。クリーチャーには複数箇所を一度に攻撃する者もおり、敵クリーチャーを攻撃する際、その攻撃範囲内に味方クリーチャーがいた場合は巻き込む事になる。反撃の場合も同様。但し、巻き込まれた味方クリーチャーからの通常の反撃はない。
  - 攻撃には物理攻撃と魔法攻撃があり、物理攻撃は通常の反撃を受ける可能性があるが、攻撃対象クリーチャーに設定された弱点方向からの攻撃によるダメージボーナスがある。魔法攻撃は回避や警戒の影響を受けずに攻撃でき、通常の反撃も受けないが、弱点方向によるダメージボーナスはない。

### ターン終了
クリーチャー召喚後の攻撃、反撃、及びそれによるカード効果の反映が終了するか、各アクションフェイズでプレイヤーが任意でターン終了を行った時点でターン終了となる。アクションフェイズ1、2で攻撃力アップなどのターン数限定効果を獲得していた場合、規定ターン数の終了時点でその効果が消滅する。
その後に手札の枚数チェックが行われ、8枚以上所持している場合は手札枚数が7枚となるようにディスカードが行われる。
最後に勝利チェックが行われ、フィールドを5つ占領しているプレイヤーがいれば、そのプレイヤーの勝利のアナウンスが行われデュエルは終了となり、いない場合は相手のターンに移る。

## カードの種類
本作で使用するカードにはクリーチャーカードとスペルカードの2種類がある。
クリーチャーカード
場にクリーチャーを召喚するためのカードで、フィールドの占有に加えて敵クリーチャーへの攻撃や味方クリーチャーの援護などカードごとにさまざまな効果を発揮する。
クリーチャーカードは火属性・水属性・土属性・木属性・機巧属性・無属性の6種類の属性に分けられる。クリーチャーを召喚するフィールドにも同様に属性が設定されており、機巧属性・無属性を除き、フィールドとクリーチャー各々の属性が同じであればクリーチャーの体力は+2され対立関係にあれば-2される。同盟関係による体力ボーナスは無い。
火属性
攻撃力に長けたクリーチャーを多数擁する属性。
水属性と対立関係にあり、土属性とは同盟関係にある。
水属性
憑依や回避など敵の攻撃をかわす能力に秀でた属性。
火属性とは対立関係にあり、木属性とは同盟関係にある。
土属性
防御力アップや仲間との連携など守備力の高い属性。
木属性と対立関係にあり、火属性とは同盟関係にある。
木属性
回転、変身、手札破壊など巧妙な攻撃を得意とする属性。
土属性と対立関係にあり、水属性とは同盟関係にある。
機巧属性
高い攻撃力と防御力をもつ属性で、この属性のクリーチャーは召喚制限を受ける。
機巧属性はすべての属性と中立関係にありフィールド属性の影響を受けない。
無属性
属性を持たないクリーチャー。
そのため他の属性からの影響も受けない。
この属性のクリーチャーは属性指定の攻撃では攻撃対象とならない。

スペルカード
フィールド反転、マナ獲得、属性指定の攻撃などさまざまな特殊効果を発揮するカード。
マナ操作を行うマナカード、属性指定の攻撃を行うエレメントカード、強大な効果を発揮する大魔道カード、それ以外の特殊効果をもたらすコモンカードに分類される。
なお大魔道カードを使用した場合ターン終了となるため、アクションフェイズ2は行われない。

## 音楽
- BGM：イズタニタカヒロ

## 公認・公式大会
メディア対抗大会
2007年11月1日にSCE社屋で「第1回メディア対抗大会」が開催された。
GameSpot杯
2007年11月19日〜12月2日に応募されたデッキ内からCPU対CPU戦最強デッキを決めるGameSpot Japan主催大会。
EOJガチンコマッチ
2007年12月21日〜23日において開発者とのガチンコマッチが行われた。
第2回GameSpot杯
2008年4月4日〜4月14日までに応募されたデッキ内からCPU対CPU戦最強デッキを決めるGameSpot Japan主催大会。
第一次電撃大戦
2008年4月4日〜4月13日の期間に第一次電撃大戦のデュエルで獲得したポイントで順位を決定する電撃PlayStation、電撃ARCADEカードゲーム主催大会。
EOJワールドチャンピオンシップ
2008年8月14日〜8月21日の期間にEOJワールドチャンピオンシップのデュエルで獲得したポイントで順位を決定するSCE主催大会。

## その他
プロモーションカード
カードの中には、雑誌、攻略本等の付録やイベント限定配布、応募者プレゼントのみで入手出来る「プロモーションカード」と呼ばれるカードが存在する。これは、ブースターパックに封入されているカードとは図柄が違う特別なカードであるが、効果は同名の通常図柄カードと同じである為、その名の通り、あくまでも販促用のものである。
サイバーコードの不正利用
メーカーからは偽造対策を施しているというコメントはあるが、これはカード自体の海賊版対策を指しているものと思われる。
実際にはカラーコピーはおろか手書きのカードまで認識する事が判明しており、ネット上に多数の画像が掲載されている。
認識システムの特性上、複製品の不正使用防止は現状では難しい。